# Schefflera octandra
Schefflera octandra là một loài thực vật có hoa trong Họ Cuồng cuồng. Loài này được Ridl. miêu tả khoa học đầu tiên năm 1916.